# النسخة القياسية المنقحة
النسخة القياسية المنقحة (Revised Standard Version RSV) هي ترجمة الكتاب المقدس باللغة الإنجليزية نشرت في عدة مناطق خلال منتصف القرن ال20. والنسخة القياسية المنقحة هي إعادة نظر في النسخة القياسية الأمريكية (ASV) التي أذن بها صاحب حقوق الطبع والنشر، وشعبة التعليم المسيحي المجلس الوطني للكنائس في الولايات المتحدة الأميريكية.
طرحت النسخة القياسية المنقحة التي مثلت أول تحد كبير لشعبية النسخة المصرح بها (الملك جيمس) (KJV). كان المقصود بها أن تكون قابلة للقراءة ودقيقة حرفيا كترجمة إنجليزية حديثة، وليس فقط لايجاد صيغة أكثر وضوحا من الكتاب المقدس للكنائس الناطقة بالإنجليزية ولكن أيضا تسعى إلى "الحفاظ على كل ما هو أفضل في الكتاب المقدس باللغة الإنجليزية كما كان معروفا ومستخدما عبر القرون" و"لوضع رسالة من الكتاب المقدس بسيطة الكلمات ودائمة التي تستحق أن تستمر في إظهار التقاليد العظيمة لتيندال الملك جيمس.""
تم نشر النسخة القياسية المنقحة في المراحل التالية:
- العهد الجديد (الطبعة الأولى)، 1946 (حقوق الطبع والنشر في الأصل إلى المجلس الدولي للتعليم الديني)
- العهد القديم (وبالتالي البروتستانتية الكتاب المقدس الكامل) لعام 1952
- ابوكريفا لعام 1957
- الطبعة المعدلة لعام 1962
- RSV الطبعة الكاثوليكية (RSV-CE)، (NT عام 1965، الكتاب المقدس المكتمل 1966)
- العهد الجديد (الطبعة الثانية)، 1971
- الكتاب المقدس المشتركة لعام 1973
- ابوكريفا، الطبعة الموسعة، 1977
- النسخة القياسية المنقحة الكاثوليكية الثانية (أو اغناطيوس) الطبعة (RSV-2CE) 2006

في السنوات اللاحقة، خدم RSV كأساس لإثنين من المراجعات - في النسخة القياسية الجديدة المنقحة (NRSV) لعام 1989، والنسخة القياسية الانجليزية (ESV) من عام 2001.

## إنجاز النسخة القياسية المنقحة
في عام 1928، حصل المجلس الدولي للتربية الدينية (ICRE) على حقوق الطبع والنشر للنسخة القياسية الأمريكية.

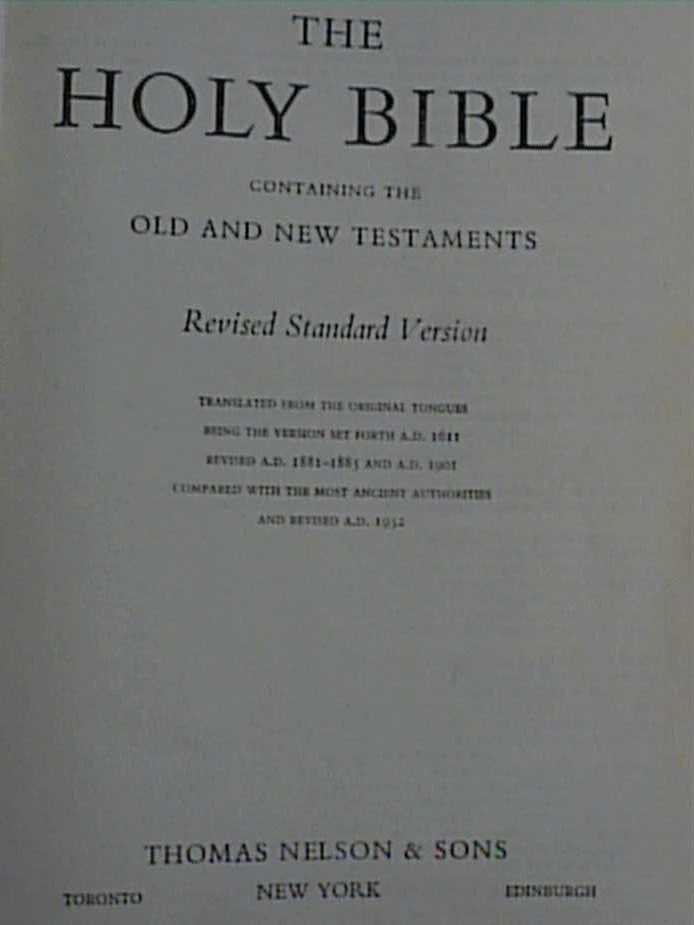
الصفحة التي تظهر العنوان على الطبعة الأولى من الكتاب المقدس RSV

من 1930-1932، تم إجراء دراسة لنص النسخة القياسية الأمريكية للبت في مسألة تنقيح جديد، ولكن نظرا لحدوث الكساد الكبير، لم يكن حتى عام 1937 ICRE التي صوتت لصالح تنقيح نص النسخة القياسية الأمريكية. تم تجميع فريق من 32 من العلماء لهذه المهمة. أيضا، يأمل المجلس على تشكيل لجنة الترجمة المقابلة في بريطانيا العظمى، كما كان الحال مع RV وASV، ولكن تم إلغاء هذه الخطة بسبب الحرب العالمية الثانية.
التمويل لعمل مراجعة للنسخة تم في عام 1936 من قبل اتفاق تم التوصل إليه مع الناشر توماس نيلسون وأولاده الذي أعطى توماس نيلسون وأولاده الحقوق الحصرية لطباعة النسخة الجديدة لمدة عشر سنوات. تحدد اللجنة أنه منذ العمل سيكون مراجعة «الكتاب المقدس ستاندارد» (كما كان ASV تسمى أحيانا بسبب استخدام معيار في الحوزات العلمية في تلك الأيام)، واسم العمل سيكون «النسخة المنقحة ستاندارد».
استخدمت لوحة الترجمة للطبعة ال17 من نص نستله-آلاند اليوناني من أجل العهد الجديد والعبرية التقليدية المخطوطات الماسورتية للعهد القديم. في كتاب أشعيا، اتبعوا أحيانا قراءات وجدت في مخطوطات البحر الميت المكتشفة حديثا.
تم نشر النسخة القياسية المنقحة للعهد الجديد في 11 فبراير 1946. وفي خطاب العرض الذي قدمه إلى ICRE، لوثر ويجيل، عميد لجنة الترجمة، وأوضح أنه يريد أن تأتى النسخة القياسية المنقحة لتكملة نسخة الملك جيمس وASV وليس لتحل محلها.
في عام 1950، اندمجت ICRE مع المجلس الاتحادي للكنائس لتشكيل المجلس الوطني لكنائس المسيح في الولايات المتحدة الأمريكية. أصبحت ICRE السابقة قسم جديد للمجلس التربية والتعليم المسيحي، وأصبح NCC الراعي الرسمي للRSV ل.
بعد دراسة مستفيضة وحوالي 80 من التعديلات على نص العهد الجديد، أذن المجلس الوطني للكنائس بإقرار النسخة القياسية المنقحة للكتاب المقدس النسخة القياسية المنقحة للنشر في عام 1951. تم اختيار يوم سانت جيروم، 30 سبتمبر 1952 يوم النشر، وفي ذلك اليوم، تم التنسبق بمسيرة احتفالية برعاية لجنة التنسيق الوطنية في واشنطن DC، مع ممثلي الكنائس التابعة لها. وقدمت النسخة الأولى من الكتاب المقدس النسخة القياسية المنقحة التي كتبها ويجيل إلى الرئيس هاري ترومان تقديرا قبل أربعة أيام حيث تم الأفرج عنها للجمهور العام في 26 سبتمبر.

## الميزات
كان هناك ثلاثة اختلافات رئيسية بين النسخة القياسية المنقحة (من جهة)، ونسخة الملك جيمس، RV، والنسخة القياسية الأمريكية (من جهة أخرى):
1. عاد المترجمون إلى النسخة القياسية المنقحة والممارسون لترجمة النسخة القياسية يهوه، أو الاسم الإلهي، يهوه. وفقا لإصدارات 1611 و1885، تترجم النسخة القياسية المنقحة بأنها "قالب:LORD" أو "قالب:GOD" (اعتمادا على ما إذا كانت الترجمة العبرية لآية معينة التي تقرأ «أدوناي» أو «إلوهيم» في الممارسة اليهودية)، في حين أن النسخة القياسية الأمريكية قد ترجمتها«رب».
2. تم إجراء تغيير في استخدام اللغة الإنجليزية القديمة لضمائرشخص ثاني «، أنت»، «بينك»، «خاصتك»، وأشكال الفعل «الفن، يمتلك»، وما إلى ذلك نسخة الملك جيمس، النسخة المنقحة، والنسخة الأميريكية القياسية تستخدم هذه المصطلحات لمعالجة كل من الله والبشر. والنسخة القياسية المنقحة تستخدام الضمائر والأفعال الإنجليزية القديمة فقط لمعالجة اللفظ المتعلق بالله، وهي ممارسة شائعة لترجمة الكتاب المقدس حتى منتصف 1970.
3. بالنسبة للعهد الجديد، تتبع النسخة القياسية المنقحة أحدث نسخة متوفرة من النص اليوناني نستلة، في حين أن النسخة المنقحة والنسخة الأميريكية القياسية قد استخدمت نص يسكوت وهورت اليونانية، وكانت نسخة الملك جيمس تستخدام  النص المتلقى .

### النزاع والأثر لدىأشعياء 7:14
كانت النسخة القياسية المنقحة للعهد الجديد قد استقبلت حسنا، ولكن تم تباين ردود الفعل بالنسبة للعهد القديم وليس من دون جدل. وزعم النقاد أن المترجمين للنسخة القياسية المنقحة قد ترجموا العهد القديم من وجهة نظر غريبة. بعض النقاد أشاروا تحديدا إلى وجهة نظر اليهود، لافتا إلى اتفاقات مع نسخة جمعية النشر اليهودية الأمريكية ‏ تناخ لعام 1917 مع تواجد أحد علماء اليهود، في هيئة تحرير هاري أورلنسكى ‏. هؤلاء النقاد إدعوا كذلك أن وجهات النظر الأخرى، بما فيها ترجمة العهد الجديد، لم تعتبر. وكان محور الجدل الترجمة والنسخة القياسية المنقحة من الكلمة العبريةעַלְמָה (ʿalmāh ‏) في أشعياء 07:14 بأنها «امرأة شابة» بدلا من الترجمة المسيحية التقليدية «عذراء».
من الظهورات السبعة ʿalmāh، للكلمة السبعونية تترجم اثنين منهم تظهر فقط ك بارثينوس، عذراء(بما في ذلك إشعياء7:14). مع الاعتبار النقيض من ذلك، كلمةבְּתוּלָה (bəṯūlāh) يظهر ما يقرب من 50 مرة، وترجمة السبعينية والإنجليزية تتفق في فهم كلمة تعني «عذراء» في كل حالة تقريبا. تستمر الخلافات حول ما ʿalmāh لا يعني، اختار المترجمين النسخة القياسية المنقحة للتوفيق مع مقاطع أخرى فيها وهذا لا يعني بالضرورة «عذراء».
الجدل الناجم عن هذا التقديم ساعد إشعال حركة الملك جيمس فقط داخل المعمدانية المستقلة وخمسينية. وعلاوة على ذلك، اعتمد العديد من المسيحيين ما أصبح يعرف «أشعياء 07:14 باسم الاختبار الحقيقي»، وهذا يستلزم التحقق من أن الآية تحدد ما إذا كانت أو لم تكن ترجمة جديدة يمكن الوثوق بها.

### انتقادات للنسخة القياسية المنقحة
الأصوليين والإنجيليين، على وجه الخصوص، قد اتهموا المترجمين بالعبث عمدا بنصوص الكتاب المقدس لاسيما إنكار عقيدة ولادة عذرية ليسوع، وأوردوا نبوءات يهودية مسيحية تقليدية أخرى التي زعم أنها حجبت في النسخة القياسية المنقحة (أي، Psalm 16:10, Genesis 22:18). أخذ بعض المعارضين للنسخة القياسية المنقحة العداء إلى ما هو أبعد من الإدانة. على سبيل المثال، فإن قسا في جنوب الولايات المتحدة حرق نسخة من النسخة القياسية المنقحة بواسطة موقد لحام في منبره، معتبرا انه مثل الشيطان لأنه كان من الصعب حرقه، وأرسلت رماده احتجاجا لويجيل.
إن مترجمي النسخة القياسية المنقحة ربطوا هذه الأحداث بحياة ويليام تيندال، وكان مصدر إلهام لهم، موضحا في مقدمة رسالة لهم: إننى «القى معارضة مريرة واتهام بتحريف متعمد لمعاني الكتاب المقدس، وكان العهد الجديد. قد أمر أن يحرق بوصفه 'ترجمة غير صحيحة.» ولكن حيث تم حرق تيندال ونصبه على وتد جزاء لعمله، فإن بروس متزجر، في إشارة إلى القس الذي أحرق النسخة القياسية المنقحة وأرسل رمادا إلى ويجيل، وعلق في كتابه «الكتاب المقدس الذي تمت ترجمته اليوم ... فمن حسن الحظ أنها تلك النسخة من الترجمة التي تلقى مثل هذا المصير».

### الطبعة الكاثوليكية الثانية
في أوائل عام 2006، صحافة اغناطيوس صدر
في أوائل عام 2006، اغناطيوس الصحافة صدر ترجمة انجليزية للغة الكتاب المقدس. هذه الطبعة الثانية إزالة الضمائر القديمة (اليك، أنت) وما يصاحبها من أشكال الفعل (دست، يتكلم)، الممرات المنقحة المستخدمة في كتاب الفصول وفقا لوثيقة الفاتيكان Liturgiam authenticam، Liturgiam authenticam، ورفع بعض المقاطع من حواشي النسخة القياسية المنقحة عندما يفضل الاداءات الكاثوليكية، مثل استبدال «امرأة شابة» مع «عذراء» في أشعيا 07:14.

## التنقيحات

### النسخة الجديدة القياسية المنقحة
في عام 1989، أصدر المجلس الوطني للكنائس مراجعة واسعة النطاق للنسخة القياسية المنقحة تسمى النسخة الجديدة القياسية المنقحة (NRSV). وكان هذا أول إصدار رئيسي لاستخدام لغة محايدة بين الجنسين، وبالتالي ووجهت بمزيد من الانتقادات والغضب من المسيحيين المحافظين مما كانت عليه سابقتها عام 1952. هذا النقد نابع إلى حد كبير من المخاوف من أن اللغة بتعديلها للعبارات قد أسهمت في تمويه لعبارات في العهد القديم
لغة محايدة بين الجنسين التي يمكن قراءتها كما في نبوءات مشيح.

### النسخة الإنجليزية القياسية
كبديل للنسخة القياسية المنقحة الجديدة في عام 2001، فإن الناشر كروس واى بايبلز أصدر نسخته الخاصة به المراجعة البروتستانتية الإنجيلية من النسخة القياسية المنقحة التي أطلق عليها النسخة الإنجليزية القياسية (ESV) وقد كان القصد من وراء هذا الإصدار هو غرض تعديل مقاطع من النسخة القياسية المنقحة التي سبق للمحافظين إثارة نقاطا متنازع عليها منذ فترة طويلة: على سبيل المثال، تم تغيير RSV في أشعياء 07:14 استخدام عبارة «امرأة شابة» إلى «عذراء». خلافا لابن عم لها، أنها تستخدم سوى كمية صغيرة من لغة محايدة بين الجنسين.

## التراث واستخدام اليوم
عندما أطلقت النسخة القياسية الجديدة المنقحة (NRSV) في عام 1989، فقد حدث أن بعض المسيحيين التقليديين - على حد سواء الكاثوليك والبروتستانت - وكذلك ثلة من علماء الكتاب المقدس قد إنتقدوا استخدام لغة الحياد بين الجنسين على نطاق واسع التي غالبا ما تعكس معنى دينامبكى مما يجعل من النص الأساسي دليلا على مدى الحرفية. بسبب أهميتها في تطوير تقاليد اللغة الإنجليزية في الكتاب المقدس، العديد من الناشرين وعلماء الكتاب المقدس لا يزالون يعتمدون على تقليد النسخة القياسية المنقحة في عملهم، خصوصا عند الكتابة عن الكاثوليكية والبروتستانت المختلطة لدى الجماهير:

## وثائقي
في عام 1999 أصدر المجلس الوطني الأمريكي لكنائس المسيح، بالتعاون مع Odyssey Productions فيلما وثائقيا عن عمل هذه النسخة بعنوان The Bible Under Fire.

## روابط خارجية
- RSV Preface
- RSV text online; searchable
- A Critique of the Revised Standard Version from Bibliotheca Sacra Volume 110 (Jan. 1953) pp. 50–66. A contemporary review of the newly published RSV by the faculty of Dallas Theological Seminary
- The Revised Standard Version (1946-1977) – some history from a privately run web site.
- The Bible Under Fire A video documentary on the history of the RSV and NRSV translations